# Sivry-sur-Meuse
Sivry-sur-Meuse település Franciaországban, Meuse megyében. Lakosainak száma 337 fő (2022. január 1.). Sivry-sur-Meuse Consenvoye, Dannevoux, Fontaines-Saint-Clair, Réville-aux-Bois és Vilosnes-Haraumont községekkel határos.

## Népesség
A település népessége az elmúlt években az alábbi módon változott:
| Lakosok száma | 490  | 387  | 358  | 361  | 397  | 360  | 337  | 332  | 333  | 337  |
|               | 1968 | 1982 | 1990 | 2006 | 2013 | 2015 | 2017 | 2019 | 2020 | 2022 |